# Хассельборг, Мария
Мари́я «Ми́о» Ха́ссельборг (швед. Maria Hasselborg, Mio Hasselborg; род. 19 декабря 1980, Швеция) — шведская кёрлингистка.
В составе женской сборной Швеции участник трёх чемпионатов Европы (чемпионы в 2001 и 2002). Чемпион Швеции среди женщин.
Играла на позиции второго.

## Достижения
- Чемпионат Европы по кёрлингу: золото (2001, 2002).
- Чемпионат Швеции по кёрлингу среди женщин: золото (2006).

## Команды
| Сезон   | Четвёртый        | Третий          | Второй                 | Первый            | Запасной                        | Турниры           |
| ------- | ---------------- | --------------- | ---------------------- | ----------------- | ------------------------------- | ----------------- |
| 2001—02 | Анетте Норберг   | Катрин Норберг  | Ева Лунд               | Мария Хассельборг | Анна Риндескуг                  | ЧЕ 2001           |
| 2002—03 | Анетте Норберг   | Катрин Норберг  | Ева Лунд               | Хелена Лингхам    | Мария Хассельборг               | ЧЕ 2002           |
| 2002—03 | Анна Бергстрём   | Ульрика Бергман | Maria "Mia" Zackrisson | Мио Хассельборг   |                                 |                   |
| 2005—06 | Камилла Юханссон | Катарина Нюберг | Мио Хассельборг        | Элизабет Перссон  | Linda Ohlsson                   | ЧШЖ 2006          |
| 2006—07 | Камилла Юханссон | Катарина Нюберг | Мио Хассельборг        | Элизабет Перссон  | Linda Ohlsson тренер: Пер Нурен | ЧЕ 2006 (6 место) |

(скипы выделены полужирным шрифтом)

## Частная жизнь
Мария выросла в семье известных шведских кёрлингистов: её отец Стефан Хассельборг, дядя (брат Стефана) Микаэль Хассельборг, двоюродные брат (сын Микаэля) Маркус Хассельборг и сестра (дочь Микаэля) Анна Хассельборг.